# FJAAK
FJAAK est un groupe allemand de techno, originaire de Berlin.

## Histoire
FJAAK est formé en 2009 par Felix Wagner, Johannes Wagner, Aaron Röbig et Kevin Kozicki, tous originaires du quartier berlinois de Spandau. Dans leur enfance, ils jouaient tous d'instruments classiques comme le piano ou la guitare. Lorsqu'une connaissance leur offre le programme Ableton Live, ils commencent à expérimenter eux-mêmes avec la production musicale. Dès lors, ils commencent très tôt à travailler avec des samplers et des boîtes à rythmes. Au début, ils font souvent des concerts dans des soirées privées et des raves non déclarées (parfois organisées par eux-mêmes) à Spandau et dans les environs. Johannes Wagner quitte le groupe pendant la phase d'étude pour le baccalauréat. Il est cependant toujours DJ et joue régulièrement sous le nom de J.Manuel avec le format Werk dans le club techno ://about blank à Berlin-Friedrichshain.
En 2013, ils sont réservés pour la première fois pour le Berghain, ce qui marque finalement le début de leur carrière. L'été suivant, ils sont signés par le duo techno berlinois Modeselektor sur leur label 50 Weapons. En 2017, leur premier album, FJAAK, sort sur le label Monkeytown Records de Modeselektor, le sous-label 50 Weapons ayant entre-temps été dissous. Il s'en suit de grandes apparitions dans des clubs et des festivals. En janvier 2019, FJAAK annonce le départ de Kevin Kozicki, et le groupe fonctionne depuis lors en duo.
En 2019, le duo FJAAK fonde le label Spandau20 et sort d'autres singles. Sous l'influence mondiale de la pandémie de Covid-19, FJAAK commence à publier la série Charity (SYS = Support Your Scene), dont ils sortent trois éditions. Les recettes des ventes de disques et les revenus numériques permettent de soutenir financièrement des clubs sélectionnés dans le monde entier.

## Discographie

### Albums studio
- 2017 : FJAAK
- 2018 : Havel
- 2024 : FJAAK THE SYSTEM

### Singles et EP
- 2012 : Introduction EP
- 2013 : Mind Games EP
- 2014 : Don't Leave Me / Plan A
- 2014 : Attack / The Wind
- 2015 : Oben / Unten
- 2015 : Super Smash / Oblivion (avec Rødhåd)
- 2015 : Gewerbe 15 / Rush
- 2016 : Wolves
- 2018 : Drugs EP
- 2018 : FJAAK 002
- 2018 : FJAAK 003
- 2019 : Duz It
- 2019 : Force of Pleasure / Turn it Up
- 2019 : FJAAK 005
- 2019 : VA - Fadi Mohem / Balas / FJAAK / Claus Schöning
- 2020 : VA - Rifts / Claus Schöning / FJAAK
- 2020 : FJAAK 006
- 2020 : Stay The F*** Home Inside
- 2020 : FJAAK SYS01
- 2021 : VA - Rifts / Dajusch / FJAAK
- 2020 : FJAAK 007
- 2021 : FJAAK SYS02
- 2021 : FJAAK SYS03
- 2021 : VA - Norman Nodge / Rifts & Dajusch / FJAAK
- 2021 : VA - Miss Kittin / Tobias Neumann / FJAAK
- 2021 : Wh?t EP
- 2021 : Your Time Is Ov3r
- 2022 : FJAAK 008